# بوليميكا
بوليميكا هي شبكة من مدارس المهندسين الفرنسية تجمع بين 8 مدارس كبرى للميكانيكيا.
تسمح هذه الشراكة للطلاب من المدارس المختلفة في الشبكة بإكمال السنة النهائية من دراستهم في مدرسة أخرى في الشبكة والتخرج من هذه المدرسة وكذلك من مدرستهم الأصلية.

## الأعضاء
تأسست الشبكة عام 1998  على يد:
- المعهد العالي للميكانيكا بباريس (باريس - تولون)
- المدرسة الوطنية العليا للميكانيكا وتقنيات الطيران (بواتييه)
- المدرسة الوطنية العليا للميكانيكا والتكنولوجيا الدقيقة (بيزانسون)

انضمت مدرستان إلى الشبكة في عام 2009:
- المدرسة الوطنية للهندسة في ليموج - المدرسة الوطنية للسيراميك الصناعي (ليموج)
- مدرسة بريتاني الوطنية للتقنيات المتقدمة (بريست)

انضمت مدرستان إلى الشبكة في عام 2014:
- الكلية الوطنية للألكترونيات وعلوم الكمبيوتر والاتصالات والرياضيات والميكانيكا في بوردو (بوردو)
- مدرسة المهندسين بجامعة تولون (تولون)

كانت مدرسة بورج الوطنية للهندسة (بورج) جزءًا من الشبكة من عام 2008 إلى عام 2013 قبل اندماجها في المعهد الوطني للعلوم التطبيقية مركز فال دي لوار.
ستنضم مدرسة سيجما كليرمونت إلى الشبكة في عام 2022.

## روابط خارجية
- الموقع الرسمي لشبكة بوليميكا